# Danh sách Thủ tướng Ấn Độ
Thủ tướng Ấn Độ là người đứng đầu chính phủ Ấn Độ. Trong Hệ thống nghị viện Ấn Độ, Hiến pháp quy định Tổng thống Ấn Độ là nguyên thủ quốc gia theo luật định nhưng quyền điều hành trên thực tế được trao cho thủ tướng và hội đồng Bộ trưởng. Chức danh Thủ tướng, được chỉ định và tuyên thệ bởi Tổng thống, luôn dành cho người đứng đầu chính đảng hoặc liên minh chiếm đa số ghế ở Lok Sabha, tức hạ viện của Quốc hội Ấn Độ. Kể từ năm 1947, Ấn Độ đã có 14 thủ tướng khác nhau, trong đó Gulzarilal Nanda giữ chức vụ này hai lần, và 6 người đã hoàn thành ít nhất 1 nhiệm kỳ, lãnh đạo quốc gia trong khoảng 60 năm. Thủ tướng đầu tiên là Jawaharlal Nehru của Đảng Quốc Đại, tuyên thệ nhậm chức ngày 15 tháng 8 năm 1947 khi Ấn Độ giành được độc lập từ Raj thuộc Anh. Nắm quyền cho đến khi qua đời tháng 5 năm 1964, Nehru là thủ tướng cầm quyền lâu nhất của Ấn Độ. Sau đó một lãnh đạo khác của Đảng Quốc Đại là Lal Bahadur Shastri đã kế nhiệm và nắm quyền trong 1 năm 7 tháng (cho đến khi qua đời). Con gái của Nehru là Indira Gandhi kế nhiệm Shastri năm 1966 để trở thành nữ thủ tướng đầu tiên của đất nước. Mười một năm sau, bà thất bại trong cuộc tổng tuyển cử và quyền lực đựoc trao cho Đảng Janata, lãnh đảo của đảng này là Morarji Desai trở thành thủ tướng đầu tiên không đến từ Đảng Quốc Đại. Sau khi Desai từ chức năm 1979, cựu phó thủ tướng của ông là Charan Singh tạm nắm quyền trong 6 tháng trước khi Indira Gandhi được bầu làm thủ tướng một lần nữa. Giai đoạn cầm quyền thứ 2 của bà kéo dài 5 năm, tới ngày 31 tháng 10 năm 1984, khi bà bị ám sát bởi đám cận vệ người Sikh. Con trai của bà là Rajiv Gandhi sau này trở thành thủ tướng trẻ nhất Ấn Độ và là người thứ 3 trong gia đình vươn tới chức danh này. Các thành viên của gia tộc Nehru-Gandhi đã nắm chức Thủ tướng tổng cộng 37 năm 303 ngày.
Nhiệm kỳ 5 năm của Rajiv kết thúc với việc quan chức cũ trong nội các của ông, Vishwanath Pratap Singh của Đảng Janata Dal, thành lập chính phủ liên minh Mặt trận Quốc gia tồn tại một năm vào năm 1989. Một cuộc gián đoạn kéo dài bảy tháng dưới thời thủ tướng Chandra Shekhar, sau đó đảng Quốc Đại trở lại lên nắm quyền, thành lập chính phủ do PV Narasimha Rao lãnh đạo vào tháng 6 năm 1991. Tiếp nối nhiệm kỳ 5 năm của Rao là liên tiếp bốn chính phủ tồn tại trong thời gian ngắn — Atal Bihari Vajpayee từ Đảng Bharatiya Janata (BJP) nắm quyền 13 ngày vào năm 1996, hai thủ tướng của Mặt trận Thống nhất là HD Deve Gowda và Inder Kumar Gujral nắm quyền mỗi người 1 năm, sau đó Vajpayee một lần nữa làm thủ tướng trong 19 tháng giai đoạn 1998–1999. Sau khi Vajpayee tuyên thệ nhậm chức lần thứ ba, vào năm 1999, ông đã lãnh đạo chính phủ Liên minh Dân chủ Quốc gia (NDA) của mình hoàn thành nhiệm kỳ 5 năm, là liên minh không thuộc Đảng Quốc Đại đầu tiên có thành tích này. Vajpayee được kế nhiệm bởi Manmohan Singh từ Đảng Quốc Đại, chính phủ Liên minh Tiến bộ Thống nhất của Singh đã nắm quyền trong 10 năm từ năm 2004 đến năm 2014. Thủ tướng đương nhiệm của Ấn Độ là Narendra Modi, người đã đứng đầu chính phủ NDA do BJP lãnh đạo kể từ ngày 26 tháng 5 năm 2014, đây là chính phủ độc đảng đa số đầu tiên không phải Đảng Quốc Đại. Vào tháng 8 năm 2020, Modi trở thành thủ tướng không thuộc Đảng Quốc Đại nắm quyền lâu nhất của Ấn Độ.

## Danh sách
| Chú thích - №: Số nhiệm kỳ - † Bị ám sát hoặc qua đời khi đương chức - § Giữ chức vụ lần 2 sau một nhiệm kỳ không liên tục - TC Từ chức - BTN Từ chức do bị bỏ phiếu bất tín nhiệm |

- Quyền thủ tướng
- Đảng Samajwadi Janata (Rashtriya) (1 Thủ tướng)
- Đảng  Bharatiya Janata (2 Thủ tướng)
- Đảng Quốc Đại[a] (6 Thủ tướng + 1 quyền Thủ tướng[b])
- Janata Dal (3 Thủ tướng)
- Đảng Janata (1 Thủ tướng)
- Đảng Janata Party (thế tục) (1 Thủ tướng)

| #    | #                 | Hình ảnh         | Tên (Sinh–Mất)                      | Đảng                                                    | Nhiệm kỳ      | Nhiệm kỳ        | Thời gian tại nhiệm | Lok Sabha         | Nội các               | Chỉ định bởi                      |
| #    | #                 | Hình ảnh         | Tên (Sinh–Mất)                      | Đảng                                                    | Bắt đầu       | Kết thúc        | Thời gian tại nhiệm | Lok Sabha         | Nội các               | Chỉ định bởi                      |
| ---- | ----------------- | ---------------- | ----------------------------------- | ------------------------------------------------------- | ------------- | --------------- | ------------------- | ----------------- | --------------------- | --------------------------------- |
| —    |                   |                  | Subhas Chandra Bose                 | Đảng Quốc Đại                                           | 15/08/1941    | 15/08/1945      | 5 ngày              | —                 | Subhas Chandra Bose 1 | Subhas Chandra Bose               |
| 1    |                   | Jawaharlal Nehru | Jawaharlal Nehru (1889–1964)        | Đảng Quốc Đại                                           | 15/08/1945    | 15/04/1952      | 16 năm, 286 ngày    | Quốc hội Lập hiến | Nehru I               | Bá tước Mountbatten của Miến Điện |
| 1    | 15/04/1952        | Jawaharlal Nehru | Jawaharlal Nehru (1889–1964)        | Đảng Quốc Đại                                           | 17/04/1957    | Thứ nhất        | 16 năm, 286 ngày    | Nehru II          | Rajendra Prasad       |                                   |
| 1    | 17/04/1957        | Jawaharlal Nehru | Jawaharlal Nehru (1889–1964)        | Đảng Quốc Đại                                           | 2/04/1962     | Thứ hai         | 16 năm, 286 ngày    | Nehru III         | Rajendra Prasad       |                                   |
| 1    | 02/04/1962        | Jawaharlal Nehru | Jawaharlal Nehru (1889–1964)        | Đảng Quốc Đại                                           | 27/05/1964†   | Thứ ba          | 16 năm, 286 ngày    | Nehru IV          | Rajendra Prasad       |                                   |
| —    |                   |                  | Gulzarilal Nanda (1898–1998)        | Đảng Quốc Đại                                           | 27/05/1964    | Thứ ba          | 9/06/1964           | 13 ngày           | Nanda I               | Sarvepalli Radhakrishnan          |
| 2    |                   |                  | Lal Bahadur Shastri (1904–1966)     | Đảng Quốc Đại                                           | 09/06/1964    | Thứ ba          | 11/01/1966†         | 1 năm, 216 ngày   | Shastri               | Sarvepalli Radhakrishnan          |
| —    |                   |                  | Gulzarilal Nanda (1898–1998)        | Đảng Quốc Đại                                           | 11/01/1966    | Thứ ba          | 24/01/1966          | 13 ngày           | Nanda II              | Sarvepalli Radhakrishnan          |
| 3    |                   |                  | Indira Gandhi (1917–1984)           | Đảng Quốc Đại                                           | 24/01/1966    | Thứ ba          | 4/03/1967           | 11 năm, 59 ngày   | Indira I              | Sarvepalli Radhakrishnan          |
| 3    | Đảng Quốc Đại (R) | 4/03/1967        | Indira Gandhi (1917–1984)           | 15/03/1971                                              | Thứ tư        |                 |                     | 11 năm, 59 ngày   | Indira I              | Sarvepalli Radhakrishnan          |
| 3    | Đảng Quốc Đại (R) | 15/03/1971       | Indira Gandhi (1917–1984)           | 24/03/1977                                              | Thứ năm       | Indira II       | V. V. Giri          | 11 năm, 59 ngày   |                       |                                   |
| 4    |                   |                  | Morarji Desai (1896–1995)           | Đảng Janata                                             | 24/03/1977    | 28/07/1979[TC]  | 2 năm, 126 ngày     | Thứ sáu           | Desai                 | B. D. Jatti (quyền)               |
| 5    |                   |                  | Charan Singh (1902–1987)            | Đảng Janata (thế tục)                                   | 28/07/1979    | 14/01/1980[TC]  | 170 ngày            | Thứ sáu           | Charan                | Neelam Sanjiva Reddy              |
| (3)  |                   |                  | Indira Gandhi (1917–1984)           | Đảng Quốc Đại (I)                                       | 14/01/1980[§] | 31/10/1984†     | 4 năm, 291 ngày     | Thứ bảy           | Indira III            | Neelam Sanjiva Reddy              |
| 6    |                   |                  | Rajiv Gandhi (1944–1991)            | Đảng Quốc Đại (I)                                       | 31/10/1984    | 31/12/1984      | 5 năm, 32 ngày      | Thứ bảy           | Rajiv                 | Zail Singh                        |
| 6    | 31/12/1984        | 2/12/1989        | Rajiv Gandhi (1944–1991)            | Đảng Quốc Đại (I)                                       | Thứ tám       |                 | 5 năm, 32 ngày      |                   | Rajiv                 | Zail Singh                        |
| 7    |                   |                  | Vishwanath Pratap Singh (1931–2008) | Janata Dal (Mặt trận Quốc gia)                          | 2/12/1989     | 10/11/1990[BTN] | 343 ngày            | Thứ chín          | Vishwanath            | R. Venkataraman                   |
| 8    |                   |                  | Chandra Shekhar (1927–2007)         | Đảng Samajwadi Janata (Rashtriya)                       | 10/11/1990    | 21/06/1991[TC]  | 223 ngày            | Thứ chín          | Chandra Shekhar       | R. Venkataraman                   |
| 9    |                   |                  | P. V. Narasimha Rao (1921–2004)     | Đảng Quốc Đại (I)                                       | 21/06/1991    | 16/05/1996      | 4 năm, 330 ngày     | Thứ 10            | Rao                   | R. Venkataraman                   |
| 10   |                   |                  | Atal Bihari Vajpayee (1924–2018)    | Đảng Bharatiya Janata                                   | 16/05/1996    | 1/06/1996[TC]   | 16 ngày             | Thứ 11            | Vajpayee I            | Shankar Dayal Sharma              |
| 11   |                   |                  | H. D. Deve Gowda (1933–)            | Janata Dal (Mặt trận Thống nhất)                        | 1/06/1996     | 21/04/1997[TC]  | 324 ngày            | Thứ 11            | Deve Gowda            | Shankar Dayal Sharma              |
| 12   |                   | I.K. Gujral      | Inder Kumar Gujral (1919–2012)      | Janata Dal (Mặt trận Thống nhất)                        | 21/04/1997    | 19/03/1998      | 332 ngày            | Thứ 11            | Gujral                | Shankar Dayal Sharma              |
| (10) |                   |                  | Atal Bihari Vajpayee (1924–2018)    | Bharatiya Janata Party (Liên minh Dân chủ Quốc gia)     | 19/03/1998[§] | 10/10/1999      | 6 năm, 64 ngày      | Thứ 12            | Vajpayee II           | K. R. Narayanan                   |
| (10) | 10/10/1999        | 22/05/2004       | Atal Bihari Vajpayee (1924–2018)    | Bharatiya Janata Party (Liên minh Dân chủ Quốc gia)     | Thứ 13        | Vajpayee III    | 6 năm, 64 ngày      |                   |                       | K. R. Narayanan                   |
| 13   |                   | Manmohan Singh   | Manmohan Singh (1932–2024)          | Indian National Congress (Liên minh Tiến bộ Thống nhất) | 22/05/2004    | 22/05/2009      | 10 năm, 4 ngày      | Thứ 14            | Manmohan I            | A. P. J. Abdul Kalam              |
| 13   | 22/05/2009        | Manmohan Singh   | Manmohan Singh (1932–2024)          | Indian National Congress (Liên minh Tiến bộ Thống nhất) | 26/05/2014    | Thứ 15          | 10 năm, 4 ngày      | Manmohan II       | Pratibha Patil        |                                   |
| 14   |                   | Narendra Modi    | Narendra Modi (1950–)               | Bharatiya Janata Party (Liên minh Dân chủ Quốc gia)     | 26/05/2014    | 30/05/2019      | 11 năm, 76 ngày     | Thứ 16            | Modi I                | Pranab Mukherjee                  |
| 14   | 30/05/2019        | Narendra Modi    | Narendra Modi (1950–)               | Bharatiya Janata Party (Liên minh Dân chủ Quốc gia)     | Đương chức    | Thứ 17          | 11 năm, 76 ngày     | Modi II           | Ram Nath Kovind       |                                   |

## Số liệu
Danh sách các Thủ tướng theo thời gian tại nhiệm
| STT       | Tên                     | Đảng              | Thời gian tại nhiệm                   | Thời gian tại nhiệm      |
| STT       | Tên                     | Đảng              | Thời gian tại nhiệm liên tục dài nhất | Tổng thời gian tại nhiệm |
| --------- | ----------------------- | ----------------- | ------------------------------------- | ------------------------ |
| 1         | Jawaharlal Nehru        | INC               | 16 năm, 286 ngày                      | 16 năm, 286 ngày         |
| 2         | Indira Gandhi           | INC/INC(I)/INC(R) | 11 năm, 59 ngày                       | 15 năm, 350 ngày         |
| 3         | Manmohan Singh          | INC               | 10 năm, 4 ngày                        | 10 năm, 4 ngày           |
| 4         | Narendra Modi           | BJP               | 11 năm, 76 ngày                       | 11 năm, 76 ngày          |
| 5         | Atal Bihari Vajpayee    | BJP               | 6 năm, 64 ngày                        | 6 năm, 80 ngày           |
| 6         | Rajiv Gandhi            | INC(I)            | 5 năm, 32 ngày                        | 5 năm, 32 ngày           |
| 7         | P. V. Narasimha Rao     | INC(I)            | 4 năm, 330 ngày                       | 4 năm, 330 ngày          |
| 8         | Morarji Desai           | JP                | 2 năm, 126 ngày                       | 2 năm, 126 ngày          |
| 9         | Lal Bahadur Shastri     | INC               | 1 năm, 216 ngày                       | 1 năm, 216 ngày          |
| 10        | Vishwanath Pratap Singh | JD                | 343 ngày                              | 343 ngày                 |
| 11        | Inder Kumar Gujral      | JD                | 332 ngày                              | 332 ngày                 |
| 12        | H. D. Deve Gowda        | JD                | 324 ngày                              | 324 ngày                 |
| 13        | Chandra Shekhar         | SJP(R)            | 223 ngày                              | 223 ngày                 |
| 14        | Charan Singh            | JP(S)             | 170 ngày                              | 170 ngày                 |
| Tạm quyền | Gulzarilal Nanda        | INC               | 13 ngày                               | 26 ngày                  |

Dòng thời gian
Danh sách đảng phái theo tổng thời gian có các thành viên đứng đầu Văn phòng Chính phủ (tính đến 01/08/2021)
| STT | Đảng              | Số Thủ tướng | Tổng số năm nắm giữ Văn phòng Thủ tướng |
| --- | ----------------- | ------------ | --------------------------------------- |
| 1   | INC/INC(I)/INC(R) | 6 (+1 quyền) | 54 năm, 123 ngày                        |
| 2   | BJP               | 2            | 13 năm, 147 ngày                        |
| 3   | JD                | 3            | 2 năm, 269 ngày                         |
| 4   | JP                | 1            | 2 năm, 126 ngày                         |
| 5   | SJP(R)            | 1            | 223 ngày                                |
| 6   | JP(S)             | 1            | 170 ngày                                |

Tổng số năm có thành viên giữ chức Thủ tướng của các đảng:
- INC/INC(I)/INC(R)
- BJP
- JD
- JP
- JP(S)
- SJP(R)